# Слуцкий иезуитский коллегиум
Слуцкий иезуитский коллегиум (лат. Collegium Sluckiensis) — закрытое среднее учебное заведение классического типа, существовавшее в 1714−1773 годах. Ставил целью воспитание учащихся в духе глубокой религиозности, преданности католицизму и Ордену иезуитов.

## История создания коллегиума
Иезуитская миссия появилась в Слуцке в 1693 году. В 1703 году на базе миссии организовалась иезуитская резиденция. Супруг Людовики Каролины Радзивилл нейбургский князь Карл III Филипп тогда же заложил у иезуитов за 7 тыс. злотых фольварк Бокшицы с сёлами Капацевичи и Листопадовичи. Также позже в залоге у иезуитов оказались деревни Ветчина и Ваньковщина. В 1715 году пан Вовринец Иачинский под кредит в 18 тыс. талеров передал иезуитам усадьбу Понары
.
С 1705 года в Слуцке работала средняя иезуитская школа. Инициатором создания Слуцкого коллегиума был выпускник Виленской академии Иероним Клокоцкий (1664−1721). Он и стал первым ректором коллегиума. Иероним Клокоцкий отдал иезуитам свою усадьбу, где Орден построил деревянный костёл Св. Троицы по проекту архитектора Г. Энгеля. Справа от костёла на месте бывшей усадьбы Клокоцкого встало переделанное двухэтажное с высокой крышей здание коллегиума. По периметру его стягивали открытые галереи. В первом этаже находились кельи, во втором − классы, ректорат. Над столбовым крыльцом с балюстрадой − зал. За коллегиумом − два флигеля; примечателен второй флигель: в его центре имелись ворота, над ними, вторым этажом, — мезонин с двумя залами, завершённый куполом с колоколом. В одноэтажных крыльях по бокам ворот были жилые комнаты. Далее во дворе находилось здание-общежитие бурсы, где жили ученики. За ним − аптека с мезонином; с 1715 года аптекарем работал Иоанн Вейхер. Единственной каменной постройкой была библиотека, построенная в 1724 году по инициативе ректора коллегиума Анастаза Людвика Керсницкого. Библиотека коллегиума по количеству книг уступала только библиотеке Полоцкого коллегиума, к 1773 году там было около 3 тыс. книг. Вдоль ограды стояли хозяйственные службы: пекарня, кузница, конюшня, сараи. Весь этот большой двор был огорожен деревянным забором, позже заменённым каменной стеной.

## Деятельность коллегиума
В Слуцком коллегиуме готовили в основном учителей риторики (схоластов). Лекции читали Томаш Наревич, Юзеф Пажовский, Юзеф Залесский и др. Историю преподавали Ансельм Заборовский, Ян Пошоковский (1684−1757) − теоретик католичества и автор католических календарей, ректор коллегиума в 1735−1739 гг. Какое-то время коллегию возглавлял и преподавал в ней публицист Анастаз Людвик Керсницкий (1678—1733), за красноречие называемый Периклом; философию преподавал Антоний Скарульский (1715—1780), ставший в 1772 году ректором, позже он был переведён деканом теологического факультета в Виленскую академию. В 1733 году Слуцкую иезуитскую коллегию окончил Михал Корыцкий (1714—1784) — поэт и общественный деятель. Учился, и потом в 1763—1764 гг. преподавал историк Юрий Князевич (1737—1804). Здесь также учился деятель католической церкви и педагог Тадеуш Бжозовский (1749—1820), ставший 1805 году генералом ордена иезуитов. При коллегиуме работал конвикт (интернат) для юношей из мелкопоместной шляхты. За их воспитанием следил регенс. Эту должность занимали Константин Черньский (1694—1747) и Матей Милошевский (1714 (1715)-1801). Школьный театр ставил пьесы библейского содержания.
Слуцкий коллегиум прекратил свою деятельность в 1773 году при упразднении Ордена иезуитов. Здание и службы коллегиума перешли в ведение Виленского учебного округа, здесь расположилось католическое училище, готовившее духовных лиц и учителей. Во время реорганизации российской системы образования наличие двух практически одинаковых учебных заведений признали нецелесообразным, и католическое училище перевели в Несвиж. Здания же бывшего иезуитского коллегиума были 1809 году отданы Слуцкому евангелическому училищу.